# Heinz Minssen
Heinz Minssen (bürgerlich: Heinrich Friedrich Johannes Kurt Minssen; * 21. Dezember 1906 in Oldenburg; † 23. April 1994 im Klosterstift Bordesholm bei Kiel) war ein deutscher Maler, Zeichner und Grafiker des deutschen Impressionismus, des deutschen Expressionismus und der Neuen Sachlichkeit. Er ist auf dem Friedhof Oldenburg-Osternburg bestattet.

## Leben
Heinz Minssen war der Künstlername, der bürgerliche Name war Heinrich Friedrich Johannes Kurt Minssen.
Er studierte von 1926 bis 1932 an der Staatlichen Kunstschule zu Berlin bei Philipp Franck und Willy Jaeckel, an der Hochschule für Freie und Angewandte Kunst in Berlin-Charlottenburg bei Erich Wolfsfeld und an der Preußischen Akademie der Künste in Berlin am Steinplatz. Nach Abschluss des Studiums versuchte Minssen, als freischaffender Künstler seinen Lebensunterhalt zu verdienen, trat dann aber 1939 eine Stelle als Kunsterzieher in Bielefeld an.
Minssen musste im Zweiten Weltkrieg als Soldat dienen und zeichnete bei der Luftwaffe Wetterkarten, er erfand und zeichnete jedoch mit dem Papier der Luftwaffe Kinderbücher für seinen Sohn und schickte diese mit der Feldpost nach Hause. Nach 1945 arbeitete er zunächst als Theaterporträtist für Bielefelder Zeitungen und trat dann wieder in den Schuldienst ein. Sein Œuvre wird auf über 2000 Arbeiten geschätzt; die meisten davon befinden sich im Privatbesitz. Im öffentlichen Besitz hält die Kulturstiftung Hansestadt Lübeck 20 Zeichnungen nebst zugehörigen Textgrafiken zu Thomas Manns „Mario und der Zauberer“. Diese Zeichnungen sind in einer Edition der Novelle veröffentlicht. Das Museum Halle/Westfalen besitzt über 90 von Minssens Arbeiten mit Motiven zum Ausdruckstanz, zu Masken und Marionetten. 1956 verlieh die ligurische Stadt Cervo Minssen die Auszeichnung „Il Pennello d’Oro“.
Minssen erhielt zahlreiche Ausstellungen zu verschiedenen Facetten seines Schaffens. Ein repräsentativer Querschnitt durch das Werk wurde aber erst zehn Jahre nach Minssens Tod durch die Schleswig-Holsteinische Landesbibliothek der Öffentlichkeit vorgestellt. Zu diesem Zweck wurden etwas mehr als 100 Arbeiten aus dem Nachlass ausgewählt. Im Katalog hieß es, Heinz Minssen gehörte zu den Künstlern, die sich nach Kriegsende 1945 „nicht gleich den innovativen, auf radikale Ausdrucksformen ausgerichteten Tendenzen in der Malerei anschlossen und daher als vermeintliche „Traditionalisten“ in der Folgezeit weniger Beachtung fanden. Heinz Minssen verfügte über ein großes – wie er selbst immer wieder betonte – handwerkliches Können. Das erweist sich in der Vielfalt der technischen Verfahren, die er souverän beherrschte und jeweils zur Steigerung seines künstlerischen Anliegens einsetzte: Tusch- und Federzeichnungen für seine Reisenotizen, Aquarell und Collage für die „Südlichen Szenerien“ und Marionettendarstellungen, Deckwasserfarben auf Seidenpapier für die „Christusbegegnungen“, Pastell- und Mischtechnik für die verschiedenen Illustrationsfolgen zu den unterschiedlichen Texten weltberühmter Autoren. Im Mittelpunkt des künstlerischen Interesses standen bei Minssen der Mensch und die lichterfüllte Landschaft Südeuropas. In seinen Illustrationsfolgen setzte er nicht einfach die Texte in Bilder um, sondern interpretierte sehr subjektiv die inhaltliche Aussage. Sein Anliegen war nicht das Poetisch-Stimmungshafte, nicht das unterhaltende Erzählerische. Er interessierte sich für das Psychologische, für Seelenzustände und Urängste“.
Zurzeit wird der über 700 Werke umfassende künstlerische Nachlass Heinz Minssen für die Erstellung eines virtuellen Katalogs bearbeitet.